# Torre de Newport (Rhode Island)
La Torre de Newport (també coneguda com: Torre rodona   Torre Touro, Torre de pedra de Newport, Torre misteri i OSM ) és una torre rodona de pedra situada al Parc de Touro a Newport Rhode Island (EUA).
Es considera que era un molí de vent construït al segle xvii. Ha rebut atenció a causa de l'especulació que en realitat és uns quants segles més antic i, per tant, representaria una evidència de contactes transoceànics precolombins. La datació amb carboni mostra que aquesta creença és incorrecta.

## Descripció
La torre de Newport es troba al parc Touro, a la part superior de Mill Street, envoltada d'un barri residencial històric al turó sobre el districte turístic davant del mar. Les pintures del segle xviii mostren que el turó en si proporcionava una vista del port i hauria estat visible per als mariners que passaven a la badia de Narragansett, però el creixement recent d'arbres ara enfosquia la vista.
La Newport Tower no és precisament circular. De sud-est a nord-oest, el diàmetre mesura 6,76 metres però quan es mesura d'est a oest, el diàmetre s'allarga fins a 7,09 metres. Tanmateix, les mesures de l'interior fetes el segle xix van donar una dimensió est-oest de 5,59 metres que era una mica més curta que la mesura nord-sud de 6,02 metres, el que suggereix que les discrepàncies poden ser degudes al desnivell de la maoneria de runa. La torre té una alçada de 8,5 metres i una amplada exterior de 7,3 metres. Antigament, l'interior de la torre estava revestit amb guix llis blanc, les restes del qual es poden veure a les cares interiors de diversos pilars. Està sostingut per vuit columnes cilíndriques que formen arcs de pedra, dos dels quals són una mica més amples que les altres sis. A sobre dels arcs i a l'interior de la torre es té constància d'un pis que en el seu dia sostenia una cambra interior. Les parets tenen un gruix aproximat de 0,91 metres i el diàmetre de la cambra interior és d'aproximadament 5,5 metres. La cambra té quatre finestres al que abans era el pis principal, i tres de molt petites al nivell superior. Gairebé directament davant de la finestra oest hi ha una llar de foc amb pedra grisa i flanquejada per racons.
Una representació de la torre apareix de manera destacada al segell i el pegat de la unitat de l'antic vaixell de la Marina dels Estats Units  USS  Newport .

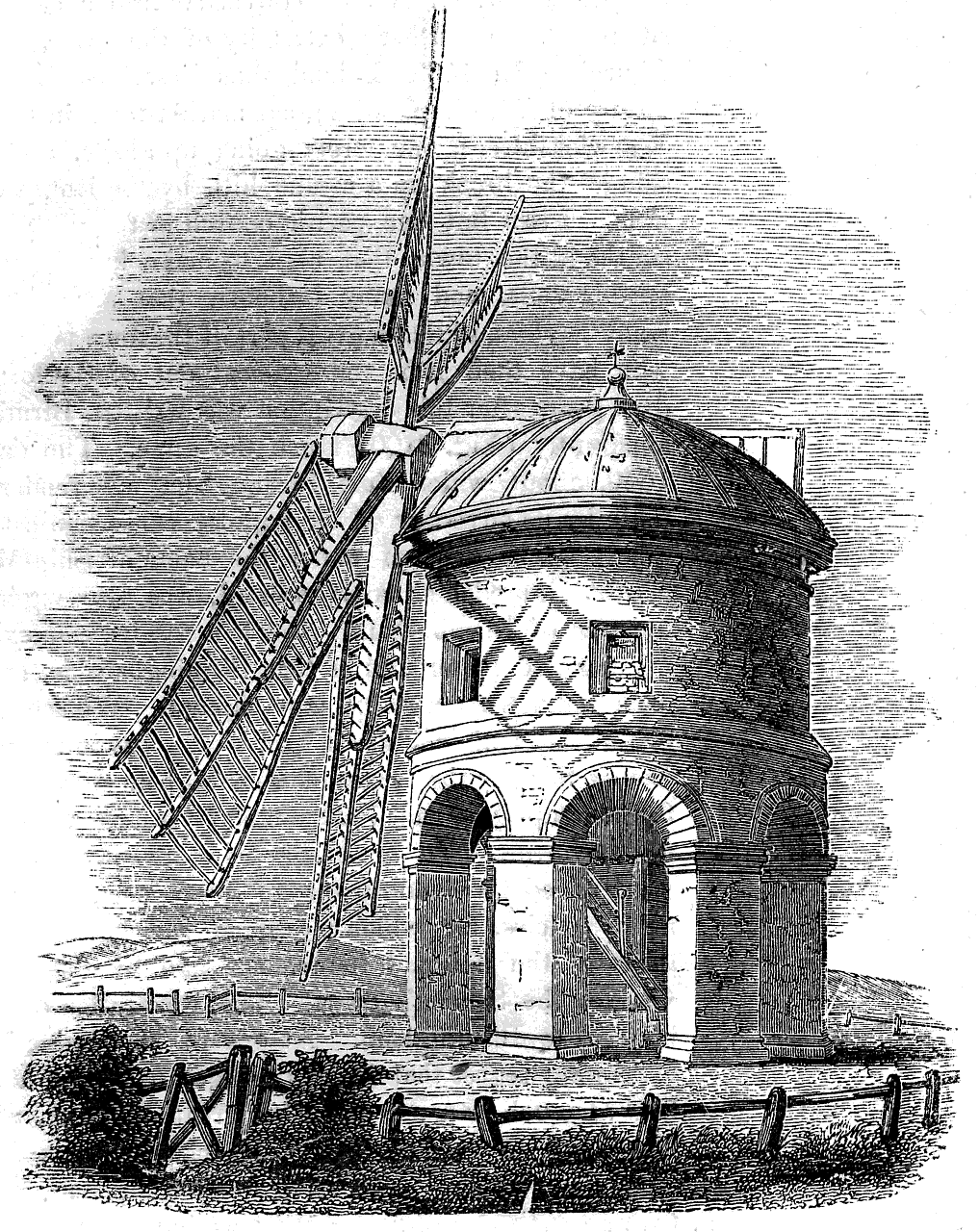
Res de l'arquitectura nòrdica inicial no és semblant a la Torre de Newport en mida o aparença. No obstant això, aquest molí de vent del segle XVII prop de Chesterton, Anglaterra, comparteix moltes característiques amb la torre de Newport.

La torre és descrita en un document de l'any 1741 com "l'antic molí de pedra". L'any 1760 es va utilitzar com a segadora, mentre que l'any 1767 es va descriure com a molí de vent "en un temps passat". El pla de Newport de De Barres publicat el 1776 el marca com a "Molí de vent de pedra". Durant la revolució americana, la torre va ser utilitzada pels americans com a mirador i pels britànics per emmagatzemar municions.

## Construcció
La torre es troba a l'extrem superior de la parcel·la darrere de la mansió ara enderrocada construïda per Benedict Arnold, el primer governador colonial de Rhode Island, que es va traslladar de Pawtuxet a Newport el 1651. El 1677 Arnold esmenta "el meu molí de vent construït en pedra" en el seu testament; el lloc del seu soterrament es troba entre aquest molí i la seva mansió i encara existeix avui dia. Per tant, la frase s'ha acceptat generalment com a referència a la torre de Newport, i és una evidència que la torre va ser una vegada utilitzada com a molí de vent.
Una il·lustració de la "Penny Magazine" britànica publicada el 1836 (mostrada a la dreta) revela que la torre és d'un tipus semblant al molí de Chesterton, un molí del segle XVII prop de  Chesterton, Warwickshire, Anglaterra. Hi ha una idea equivocada que Arnold va néixer a Leamington, Warwickshire, a poca distància de Chesterton; la família vivia a prop de Limington a Somerset, a uns 160 kilòmetres de distància. Tanmateix, el molí de vent de Chesterton es troba en una carena a una mitja milla d'una de les principals zones del sud-oest: carreteres del nord-est de la Gran Bretanya moderna, que també passa per davant de Leamington, i és del tot plausible que Arnold l'hagués vist, o potser un altre colon en condicions d'influir en el disseny del seu "molí de vent construït en pedra".

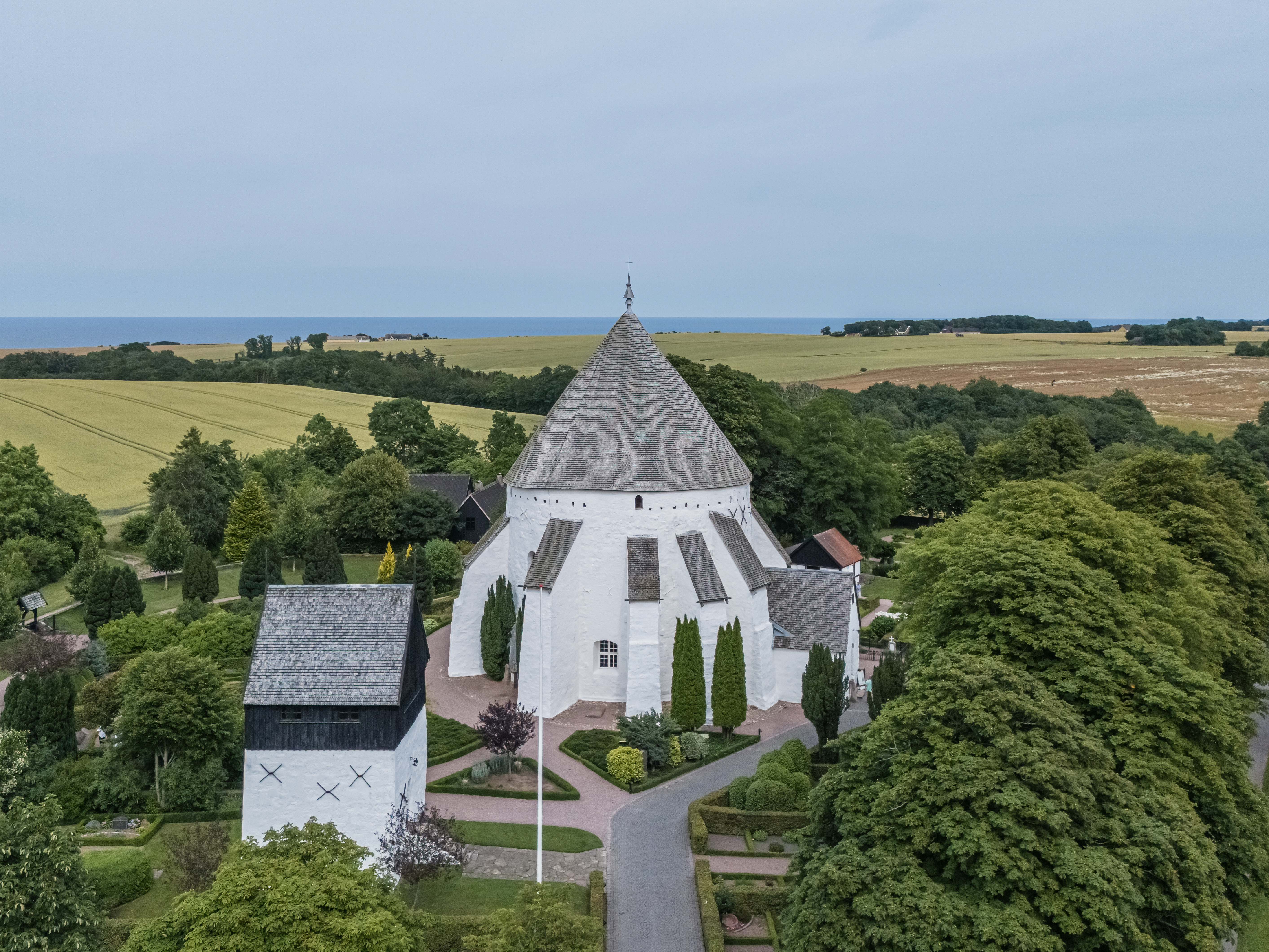
Església d'Østerlars, Bornholm

Diversos autors han suggerit que es poden trobar edificis medievals comparables a Europa, en particular l'Església Rodona Orphir a Orkney construïda a Escòcia cap al 1115, i les esglésies rodones a l'illa danesa de Bornholm, com ara l'església d'Østerlars que data del voltant de 1160.

## Investigacions científiques

### Comparació de morter de 1848
El 1848, el Rev. doctor Jackson de Newport va recollir mostres de morter del molí i algunes de les estructures més antigues conegudes de la ciutat, com ara la casa Bull (c. 1640), la casa Easton (1642–1643), altres cases i les tombes del governador Arnold i la seva dona. Sota un examen detallat, es va demostrar que tots tenien una composició molt semblant, "compost per calç, sorra i grava".

### Excavació de 1948
La ciutat de Newport va donar permís per a una investigació científica del lloc per la Society for American Archaeology el 1948. La investigació va ser dirigida per Hugh Henken de la Universitat Harvard, amb el treball de camp dirigit per William S. Godfrey. Com a part de la investigació, es va excavar una rasa d'un metre d'ample des de l'exterior de la torre passant per l'interior. Els resultats es van publicar a la tesi doctoral de Godfrey de 1951 i van concloure que tots els artefactes descoberts eren del segle xvii. La dissertació de Godfrey identifica a Benedict Arnold com el constructor de la torre, afirmant que Arnold "va comprar part de la seva propietat de Newport, concretament la secció on més tard va construir la seva casa i el molí de pedra, l'any abans de traslladar-se... En algun període. abans de 1677 Arnold va construir l'Antic Molí de Pedra."
No hi ha proves de l'afirmació de Godfrey que Arnold "va construir la seva casa" a Newport. De la tesi de Godfrey: "Els registres suggereixen que va comprar part de la seva propietat de Newport, concretament la secció on més tard va construir la seva casa i el molí de pedra, l'any abans de traslladar-se. (Thompkins, 1919, citant Roger Williams, 1650) El propietari original havia estat Jeremy Clarke, però no hi ha cap indicació que Clarke hagi construït mai a la propietat".
Thompkins va escriure: "Es notarà com a evidència de la prominència de Benedict Arnold que el seu nom s'esmenta primer a l'ordre, en lloc del seu pare, i com a indicació de la seva riquesa creixent en l'avaluació d'impostos a Providence el 1650, l'aportació de Benedict Arnold es va situar en 5 lliures, la suma més gran avaluada contra qualsevol individu. El juny d'aquest mateix any Roger Williams, per escrit al governador Winthrop de Connecticut diu: "Benedict Arnold ha comprat ara una casa i un terreny a Newport, on proposa retirar-s'hi".
Godfrey va rebutjar inicialment la teoria del molí de Chesterton, afirmant que "d'altra banda, hi ha molt poca probabilitat que Benedict construeixi la seva torre com a molí... la forma del molí de la torre, en contrast amb les formes de bata, pal i compost, no era comuna a Anglaterra fins a principis del segle xviii." Godfrey va plantejar la hipòtesi que "la torre es va construir com a refugi còmode i mirador d'un vell molt ric i molt autocràtic". No obstant això, més tard es va retirar d'aquesta posició, assenyalant el 1954 que "Rex Wailes, destacat expert anglès en molins de vent... ha recolzat l'afirmació que ambdues estructures es van construir com a molins." Des de llavors s'ha demostrat que els molins de torre eren coneguts a Anglaterra des de finals del segle xiii i que es van fer cada cop més comuns a partir de finals del segle XVI. Investigacions posteriors han determinat que Chesterton es va construir, de fet, com a molí de vent el 1632–33, ja que els comptes originals de l'edifici s'han rastrejat des de la mort de Wailes el 1986, inclosos els pagaments per teles de vela. També hi ha diversos molins de torre de pedra sense arc del segle XVII que sobreviuen a Amèrica del Nord, que són semblants en aparença als exemples europeus del mateix. període (p. ex. molí de Grondines, Quebec (1674) i el molí de Vincelotte, Quebec (1690)).

### Datació del carboni-14 de 1993
El 1993, un equip d'investigadors de Dinamarca i Finlàndia va dur a terme proves de datació basada en el carboni 14 del morter de la torre. Els resultats suggereixen una data probable de producció del morter entre 1635 i 1698. El morter provat pot datar de la construcció inicial de la torre o de la reapuntació, que pot haver-se realitzat molt després de la construcció inicial. Els investigadors van perforar "profundament per superar qualsevol morter recent que s'hagués pogut aplicar durant la puntada". En un informe de 2003 sobre aquest treball i el relacionat, Hale, et al. poseu la data del morter i, per tant, de la torre, cap a l'any 1680.

## Hipòtesis alternatives

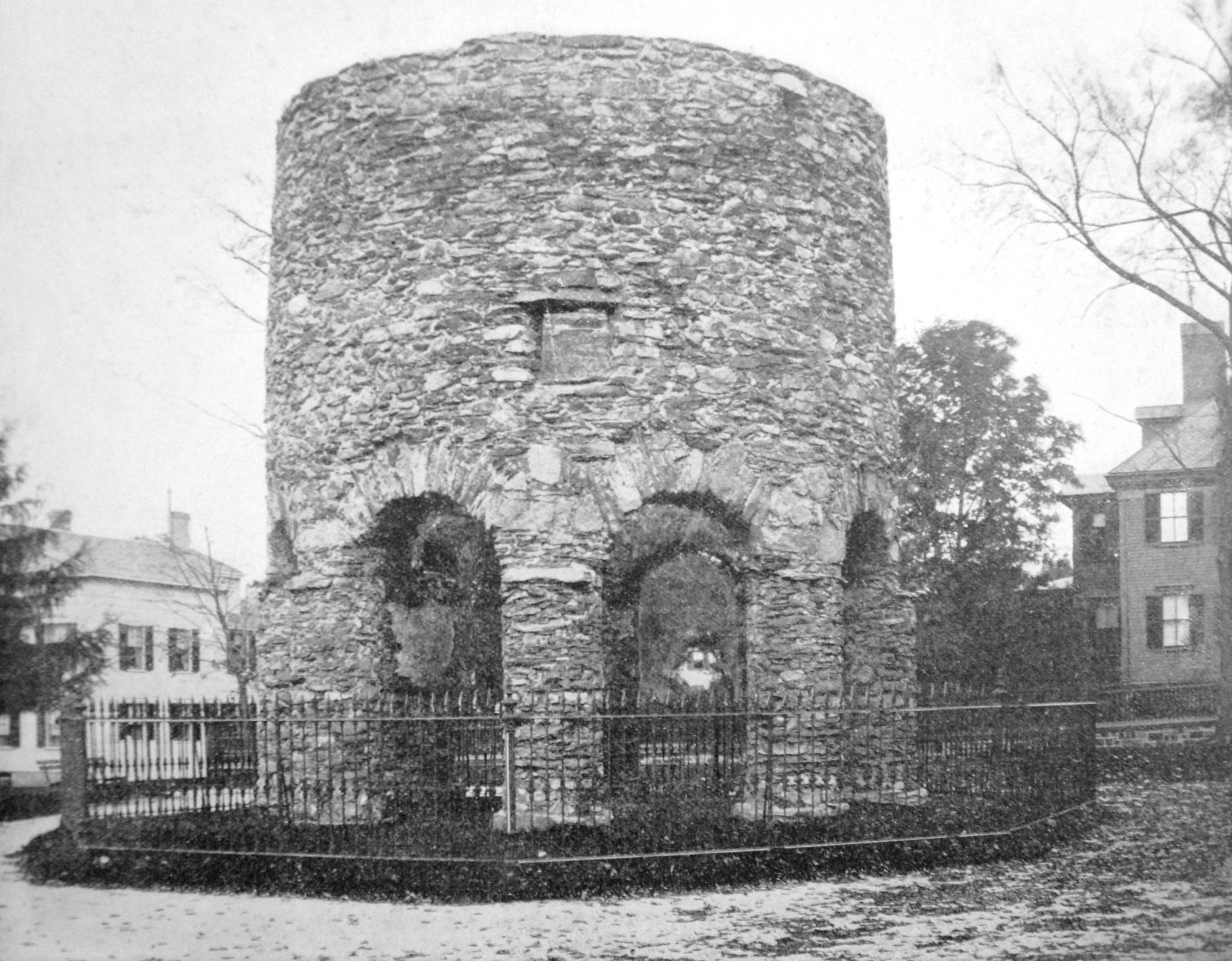
La torre de Newport, c.1894

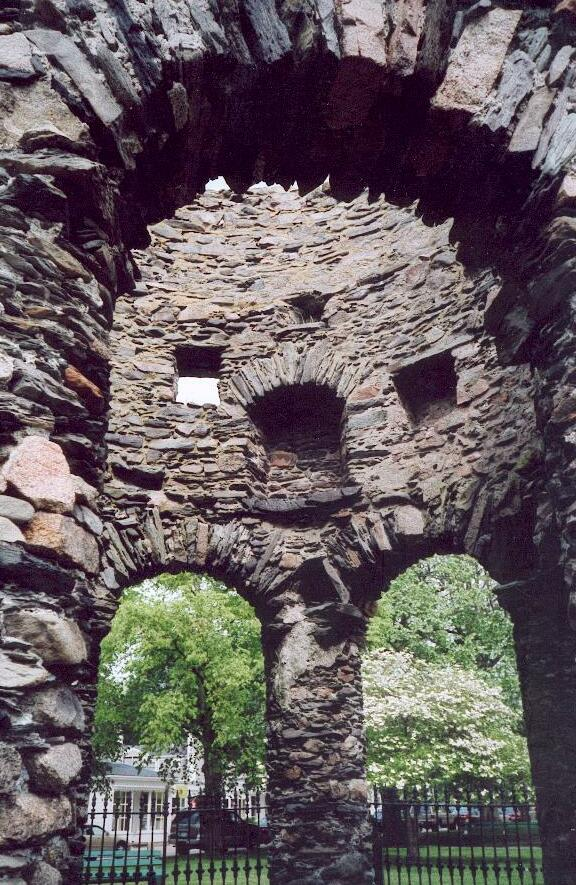
L'interior de la torre

### Nòrdic
El 1837, l'arqueòleg danès Carl Christian Rafn va proposar un origen viking de la torre al seu llibre Antiquitates Americanæ, en part basat en la seva investigació de les inscripcions a la roca de Dighton prop de la desembocadura del riu Taunton. Aquesta hipòtesi es basa en la incertesa de l'extensió cap al sud de les primeres exploracions nòrdiques d'Amèrica del Nord, particularment pel que fa a la ubicació real de Vinland.
La popularització de la teoria per part de Rafn va provocar un gran interès i "proves" de l'assentament nòrdic a la zona. Henry Wadsworth Longfellow va incorporar la vista d'origen nòrdic de la torre al seu poema "The Skeleton in Armor". Philip Ainsworth Means, un arqueòleg l'especialitat del qual era la civilització andina, va intentar recopilar totes les proves conegudes que envoltaven la torre al seu llibre de 1942 Newport Tower. Com a partidari de la hipòtesi nòrdica, Means va rebutjar la idea que Arnold va construir la torre "des de zero". Va afirmar que la Torre era una església construïda entre els segles XI i XIV, citant moltes característiques arquitectòniques obsoletes al segle xvii.
Des d'aleshores, s'ha demostrat que bona part de les evidències de Means eren equivocades. La seva afirmació que un molí de vent no tindria xemeneies a causa del risc d'incendi és incorrecta. Alguns tenen xemeneies alineades amb finestres, i no és estrany trobar un doble conducte que surt de la paret, generalment amb les sortides alineades paral·leles al vent dominant per millorar el corrent ascendent en un conducte relativament curt. No es podria utilitzar una xemeneia convencional, ja que contaminaria la tapa giratòria i les veles del molí de vent.
Alguns exemples inclouen el molí de vent Upholland construït posteriorment (vers la dècada de 1750) a Lancashire, on la llar de foc es troba al nivell del segon pis (primer pis en anglès britànic), així com el molí de vent de Much Wenlock, Shropshire, que té conductes de fum dobles de propòsit incert que s'eleven des del nivell mitjà, que es va construir al segle xviii. Ambdós exemples anteriors són posteriors a la data de la primera menció supervivent del molí de pedra en una escriptura del 28 de febrer de 1677.

### Hipòtesi observatori
Quatre dels vuit pilars de suport de la torre s'enfronten als punts principals de la brúixola. A la dècada de 1990, William Penhallow, professor de física i astrònom a la Universitat de Rhode Island, va estudiar les finestres de la torre i va dir que va trobar una sèrie d'alineacions astronòmiques. Al solstici d'estiu, el sol de la posta hauria de brillar per la finestra "oest" (en realitat, just al sud de l'oest real) cap a un nínxol a la paret interior, al costat de la finestra "sud". (Això ja no passa a causa del desenvolupament urbà i dels arbres del parc.) De la mateixa manera, l'angle des de la finestra "est" a través de la finestra "oest" és d'uns 18 graus al sud de l'oest, que és l'extrem sud de la posta de la lluna durant el que es coneix com a la "llunastici menor". Les finestres més petites també formen alineacions, en estrelles significatives. Aquestes alineacions podrien ser accidentals, però si fossin deliberades explicarien per què el patró de finestres sembla, segons Penhallow, "tan estrany".

### Xinès
L'autor Gavin Menzies argumenta a 1421: The Year China Discovered America que la torre va ser construïda per una colònia de mariners i concubines xinesos dels vaixells dels viatges de Zheng He ja sigui com a far. o com a observatori per determinar la longitud de la colònia, a partir de les troballes de Penhallow. Menzies va afirmar que la torre coincideix molt amb els dissenys utilitzats als observatoris i fars xinesos d'altres llocs. No obstant això, aquestes afirmacions han estat desmentides.

### Portuguès
Durant l'inici del segle xx, Edmund B. Delabarre va associar la roca de Dighton amb els navegants portuguesos perduts Miguel Corte-Real i el seu germà Gaspar. Aquesta hipòtesi portuguesa ha estat recolzada més recentment per Manuel Luciano DaSilva, que suggereix que un dels germans Corte-Real va construir la torre de Newport com a torre de vigilància. La idea de la construcció portuguesa de la torre també va ser recolzada per l'antic ambaixador dels EUA Herbert Pell, que el 1948 va argumentar que la torre s'assemblava a elements del convent de Tomar a Portugal.

### Templers medievals
L'escriptor britànic Andrew Sinclair ha plantejat la hipòtesi que la torre de Newport va ser construïda pels templaris escocesos medievals dirigits pel comte escocès Henry Sinclair com a part d'un suposat viatge a Nova Anglaterra uns cent anys abans de Colom, però aquest viatge ha estat enèrgicament qüestionat.